# Orion (Saariaho)
Pour les articles homonymes, voir Orion.
Orion est une œuvre musicale pour orchestre de la compositrice finlandaise Kaija Saariaho, créé en 2003 à Cleveland. Elle s'inspire de la légende mythologique d'Orion, chasseur géant fils de Poséidon, transformé en constellation d'étoiles par Zeus.

## Description

### Genèse
L'idée d'une composition sur ce thème provient de son voyage à Cleveland en 2001 pour jouer Du Cristal... lorsqu'elle va au Museum of Art et y voit une peinture qui l'inspire. Il s'agit d'une toile de 1470 représentant un couple de jeunes mariés entourés de fleurs, mise en relation avec une autre toile sur le thème du Memento Mori, premier thème de l'ouvrage.
L'ouvrage est commandé par l'Orchestre de Cleveland et son directeur Franz Welser-Möst, qui leur est dédicacé. La partition est composée durant l'année 2002. Le deuxième mouvement a été arrangé pour donner Ciel d'hiver.

### Création
Orion a été créée le 23 janvier 2003 par l'Orchestre de Cleveland sous la direction de Franz Welser-Möst, à Cleveland. La création française fut assurée par l'Orchestre de l'Opéra de Paris sous la baguette de Sylvain Cambreling, le 2 juin 2005 à l'Opéra Bastille.
La partition est publiée en 2004 chez Chester Music.

## Contenu

### Structure
Orion est découpée en 3 mouvements :
- I : Memento Mori (Souviens-toi que tu es mortel)
- II : Winter Sky (Ciel d'hiver)
- III : The Hunter (Le chasseur)

La durée d'exécution est d'environ 22 minutes.

### Orchestration
- 4 flûtes, 4 hautbois, 4 clarinettes, 4 bassons, 6 cors, 4 trompettes, 3 trombones, 1 tuba, 4 percussionnistes et deux timbalier, 2 harpes, piano, orgue et cordes.

## Concerts
- En 2008 à la Salle Pleyel avec l'Orchestre de Paris, dirigé par Christoph Eschenbach[3].
- En 2017 avec Radio France dirigé par Olari Elts, à l'Auditorium de la Maison de la Radio, pour le festival Présences[4].
- En 2018 à Nantes avec l'Orchestre National des Pays de la Loire, dirigé par Pascal Rophé, joué en même temps que le Graal Théâtre[5], repris par la suite à la Roche-sur-Yon et Angers[6].
- En 2020 à la Philharmonie de Paris[7].

## Discographie
- Création britannique par l'Orchestre symphonique de la BBC sous la direction de Jukka-Pekka Saraste paru en 2006 chez Warner Classics.

- Saariaho Notes on Light. Orion. Mirage, version interprétée par l'Orchestre de Paris sous la direction de Christoph Eschenbach, publié chez Ondine en 2008, avec la soprano Karita Mattila et le violoncelliste Anssi Karttunen.
- Sur Kaija Saariaho, Works for Orchestra, paru chez Ondine en 2012, sous la direction de Esa-Pekka Salonen avec le Los Angeles Philharmonic.

## Critiques
- David Fanning en 2008 pour Gramophone : « [Cette pièce] mérite de figurer dans toute liste des chefs-d'œuvre orchestraux de ce millénaire. »[8]
- Sylvain Dupuis en 2008 pour ResMusica : « Orion [...] s'impose comme la pièce maîtresse symphonique de son auteure. »[9]